# Embalse de Ikere
El embalse de Ikere, se encuentra en el río Ogun, en el área de gobierno local de Iseyin, a 33 km al nordeste de Iseyin, en el estado de Oyo. Tiene 47 km2 de superficie y una capacidad  de 690 millones de m3. La presa, de relleno de tierra, conocida como presa de la garganta de Ikere, fue propuesta por el régimen militar del general Olusegun Obasanjo y comenzada en 1983 por la administración de Shehu Shagari. Se planeó que la presa generara 37,5 MW de electricidad, abasteciera de agua a las comunidades locales y a Lagos y regara 12.000 hectáreas. La presa, construida entre 1982 y 1983, fue abandonada por los gobiernos militares posteriores. Un informe de la ONU de 2004 decía que hasta el momento no se había realizado ningún riego, pero se estaban haciendo esfuerzos para implementar uno de los cinco proyectos de riego planificados. El proyecto se basó en un sistema de riego por aspersión, que es difícil de manejar y requiere capacitación de los agricultores.

## Proyecto hidroeléctrico fallido
La presa se construyó para apoyar un proyecto hidroeléctrico, pero debido a la escasez de equipos y a los cambios ambientales, el proyecto ha seguido siendo un espejismo. Además, tiene un impacto en la piscicultura.
La mayoría de los residentes locales carecen de acceso a la electricidad. El gobierno federal lanzó hace años un proyecto de electrificación rural de 33 kVA en la región. Sin embargo, los únicos vestigios que quedan de aquel esfuerzo son los postes de hormigón.
El primer presidente electo de Nigeria, Shehu Shagari, había planeado un proyecto hidroeléctrico con la presa en la década de 1980 que también fue descartado. Incluso la empresa alemana Garbe, Lahmeyer & Co., que producía las dos turbinas utilizadas para generar electricidad a partir de la presa, cerró en 1993.
Como resultado del abandono del proyecto durante 40 años, los equipos multimillonarios, incluidos alternadores, dos turbinas de 3 MW cada una y otros componentes eléctricos, ahora están oxidados.
En 2018, el 99% del proyecto estaba completado, pero los elementos mecánicos y eléctricos, excepto las tuberías, estaban pendientes. El proyecto, en ese momento, incluía suministrar 6 MW de potencia para la electrificación rural, además de 233 millones de m3 de agua para regar las 12.000 ha en el curso medio del río Ogun en la estación seca y otros 80 millones de m3 para suministro de agua a la ciudad de Lagos.